# Сарсенов, Нурдаулет Жумагулович
Нурдаулет Жумагулович Сарсенов (каз. Нұрдәулет Жұмағұлұлы Сәрсенов род. 5 мая 1954, пос. Таваксай, Бостанлыкский район, Ташкентская область, Узбекская ССР) — казахстанский политический и общественный деятель.

## Биография
Родился 10 мая 1954 года в Бостанлыкском районе Ташкентской области Узбекской ССР. Происходит из рода жаныс племени дулат
В 1976 году окончил Казахский химико-технологический институт по специальности инженер химик-технолог.
В 1988 году окончил Академию общественных наук при ЦК КПСС по специальности политолог.
Владеет казахским, русским и английским (со словарем) языками.

## Трудовая деятельность
С 1976 по 1978 годы — Помощник машиниста, секретарь комитета комсомола Чимкентского комбината асбестоцементных конструкций.
С 1978 по 1986 годы — Первый секретарь Энбекшиказахского райкома, инструктор, заведующий отделом, первый секретарь Чимкентского обкома ЛКСМ Казахстана.
С 1988 по 1990 годы — Мастер, старший инженер, секретарь партбюро Чимкентского комбината асбестоцементных конструкций.
С 1990 по 1991 годы — Инструктор, заместитель заведующего отделом Чимкентского обкома КПК.
С 1992 по 1993 годы — Заместитель Главы администрации Южно-Казахстанской области.
С 1993 по 1997 годы — Руководитель Аппарата Главы администрации, Акима Южно-Казахстанской области.
С 1997 по 1998 годы — Заместитель генерального директора АО «Южказсельстрой».
С 1998 по 1999 годы — Председатель Совета директоров "АО "Финансово-промышленная группа «Туран».

## Выборные должности, депутатство
С 1999 по 2004 годы — Депутат Мажилиса Парламента Республики Казахстан ІІ созыва, член Комитета по аграрным вопросам Мажилиса Парламента Республики Казахстан.
С 2004 по 2007 годы — Депутат Мажилиса Парламента Республики Казахстан ІІІ созыва от избирательного округа № 60 Южно-Казахстанской области, член Комитета по аграрным вопросам Мажилиса Парламента Республики Казахстан.
С 2007 по 2011 годы — Депутат Мажилиса Парламента Республики Казахстан IV созыва по партийному списку Народно-Демократической партии «Нур Отан», член Комитета по аграрным вопросам.
Кандидат в депутаты Мажилиса Парламента Республики Казахстан V созыва по партийному списку Народно-Демократической партии «Нур Отан» (2011 года).

## Награды
- Орден Дружбы народов (СССР, 1985 года)
- Орден Курмет (2005)[4][5]
- Орден «Содружество» (МПА СНГ, 2010 года)[6]
- Награждён правительственными и юбилейными государственными медалями Республики Казахстан.

## Семья
- Женат. жена: Тасанбаева Нуржамал Егемкуловна (1957. г.р).
- Дети: дочь — Гаухар (1982 г.р.)